# 纐纈氏
纐纈氏（こうけつし）は、日本の武家。

## 概要
『美濃国諸家系譜』によると仁明天皇の末裔とされる。
願興寺の社伝によると、纐纈盛康は源頼朝の家臣であり、建久3年（1192年）に源頼朝から美濃国多芸荘と同国可児郡上中村の地頭職に任じられた。正治元年（1199年）には願興寺を再興し、子の纐纈康能は寛元2年（1244年）に釈迦三尊・四天王・十二神将を安置している。